# كأس إسكتلندا 2004–05
كأس اسكتلندا 2004–05 (بالإنجليزية: 2004–05 Scottish Cup)‏ هو موسم من كأس اسكتلندا. فاز فيه نادي سلتيك.